# Brachygonia
Brachygonia es un género de la familia Libellulidae. Incluye tres especiesː
- Brachygonia oculata (Brauer, 1878)
- Brachygonia ophelia Ris, 1910
- Brachygonia puella Lieftinck, 1937